# Mimudea pseudocrocealis
Mimudea pseudocrocealis là một loài bướm đêm trong họ Crambidae.